# Bert Lutterloch
Herbert Richard Lutterloch, surnommé « Bert » ou « Bertie », né le 12 août 1910 à Poplar et mort le 24 avril 1996 à Luton, est un joueur de football anglais.

## Carrière
Né à Poplar dans la banlieue est de Londres, Lutterloch réalise la fin de sa formation de footballeur à Tottenham Hotspur mais ne se voit finalement pas proposer de contrat professionnel. Il joue dans le club amateur de Tufnell Park (en) quand on lui propose de venir faire un essai à l'Olympique lillois en 1932, alors qu'il s'apprête à prendre part à la première saison du championnat de France de football professionnel. Le club lillois compte déjà dans ses rangs un compatriote, Bill Barrett, qui joue en France depuis de nombreuses années. Il y signe un premier contrat professionnel et en devient un titulaire important. Les deux Anglais contribuent largement au succès de l'équipe lilloise, qui remporte le championnat après une victoire en finale sur l'AS Cannes. 
De retour en Angleterre en 1934, Lutterloch signe aux Wolverhampton Wanderers mais ne joue que deux matchs de championnat d'Angleterre en 1934-1935. Il rejoint donc Aldershot Town en prêt en février 1935, où il joue beaucoup pendant une saison et demi. Il en est le meilleur buteur en 1935-1936, en troisième division. En 1936, il est transféré à Luton Town, en deuxième division anglaise. Victime d'une blessure en arrivant, puis de sa trop grande polyvalence, il peine à s'imposer en équipe première, sinon au poste de full back (arrière latéral). Il compte finalement 13 matchs en équipe première, notamment pendant la saison 1937-1938, avant l'interruption des compétitions.
Il sert l'armée pendant la Seconde Guerre mondiale puis travaille pour l'entreprise Vauxhall,.

## Palmarès
- Champion de France (Olympique lillois) : 1933